# Jívová
Jívová (in tedesco Giebau) è un comune della Repubblica Ceca facente parte del distretto di Olomouc, nella regione di Olomouc.
La chiesa di San Bartolomeo conserva affreschi eseguiti nel 1723 da Jan Krištof Handke.